# Sveučilište u Coimbri
Sveučilište u Coimbri (portugalski: Universidade de Coimbra, skr. UC) je javno sveučilište u gradu Coimbra koje je osnovano 1290. godine i jedno je od najstarijih sveučilišta koje neprekinuto djeluje u svijetu, te najstarije sveučilište, najveća visokoškolska i istraživačka ustanova u Portugalu. Organizirano je u nekoliko fakulteta koji dodjeluju diplome prvostupnika (licenciado), magistara (mestre) i doktora iz mnogih područja kao što su: društvene znanosti, humanističke znanosti, inženjerstvo, matematika, prirodne znanosti, sport, tehnologija i umjetnost. Ona je vodeća ustanova tzv. Coimbra skupine, mreže od 40 euroopskih istraživačkih sveučilišta posvećenih unapređenju visokoškolskog obrazovanja. Sveučilište pohađa oko 20.000 studenata, uključujući i najveću zajednicu stranih studenata u Portugalu.
God. 2013., Sveučilište u Coimbri je upisano na UNESCO-ov popis mjesta svjetske baštine u Europi kao „primjer razvoja visokoškolskih institucija u portugalskom govornom području gdje je ostvarena izvrsnost u sferama obrazovanja i književnosti; Coimbra predstavlja izvanredan primjer integriranog sveučilišnog grada s posebnim urbanizmom, kao i svečanim i kulturnim običajima koji su se sačuvali kroz stoljeća”.

## Povijest
Sveučilište je osnovao kralj Dinis I. Portugalski kao Studium Generale (Estudo Geral) u Lisabonu, kao prvo sveučilište na Pirinejskom poluotoku. Iste godine je papa Nikola IV. odobrio osnutak svih fakulteta osim teološkog, dakle likovne umjetnosti, prava, kanonskog prava i medicine. Teologija je bila rezervirana za dominikanske i franjevačke samostane. God. 1308., zbog problema s emancipacijom od Crkve, ali i aktualnih problema Lisabonaca sa stranim studentima, Sveučilište je premješteno u Coimbru. Tada Sveučilište dobiva i svoj statut, Magna Carta privilegiorum. Ovaj grad je odabran zbog već postojeće tradicije školstva, kao dom Samostana sv. Križa (Mosteiro de Santa Cruz).
God. 1338., tijekom vladavine Alfonsa IV., Sveučilište je privremeno vraćeno u Lisabon, ali je 1354. god. ponovno premješteno u gradsko središte, tada rastuće i procvale, Coimbre. God. 1377., kralj Ferdinand I. Portugalski ga ponovno vraća u Lisabon, gdje od tada i ostaje cijelo stoljeće i pol. Sveučilište je dobilo svoj drugi statut 1431. god., za kralja Ivana I., a treći za kralja Manuela I., od kad su svi portugalski kraljevi nosili titulu "patrona" Sveučilišta, koja im je dopuštala da postavljaju i smjenjuju profesore. Naposljetku ga je 1537. god. kralj Ivan III. Portugalski zastalno, zajedno sa svim knigama u knjižnici i namještenicima, vratio u Coimbru, u Kraljevsku palaču Alcáçova. Kralj Sebastijan Portugalski je ograničio kraljevske ovlasti i od 1559. god. rektora sveučilišta postavlja savjet koji ne odgovara kraljevskoj obitelji. Iste godine je otvoreno i Sveučilište u Evori koje su vodili isusovci.
Početkom 18. stoljeća, za kralja Ivana V., arhitekt João Frederico Ludovice je izgradio Toranj Toren i portal knjižnice, dva simbola Sveučilišta. Za kralja Josipa I., Markiz od Pombala je 1722. god. proveo značajne reforme statuta u duhu prosvjetiteljstva i protiv svećenstva, poznate kao Estatutos Pombalinos.
Godinu dana nakon pada monarhije i osnutka Republike Portugala, 1991. god. Sveučilište u Coimbri postaje javno i samostalno. Također, u duhu promjena u Portugalu nakon 25. travnja 1974. god., Sveučilište se prilagodilo i danas djeluje po statutu iz 1989. god.
Sveučilište u Coimbri je bilo jedno od sveučilišta koje je sudjelovalo u oblikovanju Bolonjske deklaracije iz 1999. god., koju su u potpunosti sproveli na svih svojih 8 fakulteta u školskoj 2008./2009. godini.

## Odlike
Smještena na brdu s pogledom na grad, Sveučilište u Coimbri sa svojim fakultetima je raslo i razvijalo se tijekom više od sedam stoljeća u staroj gradskoj jezgri. Poznate sveučilišne zgrade iz 12. stoljeća je katedrala Santa Cruz; brojna iz 16. st. kao što su: fakulteti, Kraljevska palača Alcáçova, koja je smještena na sveučilištu od 1537., Knjižnica Joanine sa svojim bogatim baroknim dekorom; te iz 18. stoljeća: Botanički vrt i Sveučilišna tiskara, kao i veliki "Sveučilišni grad" koji je nastao tijekom 1940-ih.

## Poznati profesori i učenici
Mnoge povijesne i poznate osobe, poznate po aktivnosti u područjima od politike i kulture do znanosti, pohađaolo je Sveučilište u Coimbri kao studenti ili predavači. Dugi popis osoba uključuje i jedinog portugalskog nobelovca, i to za medicinu, Egasa Moniza, te književnika Luísa de Camõesa i portugalskog državnika Antonia de Oliveiru Salazara, koji je bio osnivač i vođa režima kojim je predsjedavao u posljednjem razdoblju portugalskog carstva (Estado Novo, 1933. – 1974.), ali i poznate matematičare 16. stoljeća poput Pedra Nunesa, koji se smatra jednim od najvećih matematičara svih vremena, te Nijemca Christophera Claviusa, koji je bio glavni arhitekt modernog gregorijanskog kalendara.

## Poveznice
- Ciudad Universitaria (Ciudad de Mexico)
- Sveučilišni grad Caracasa